# Justinus van Nassau

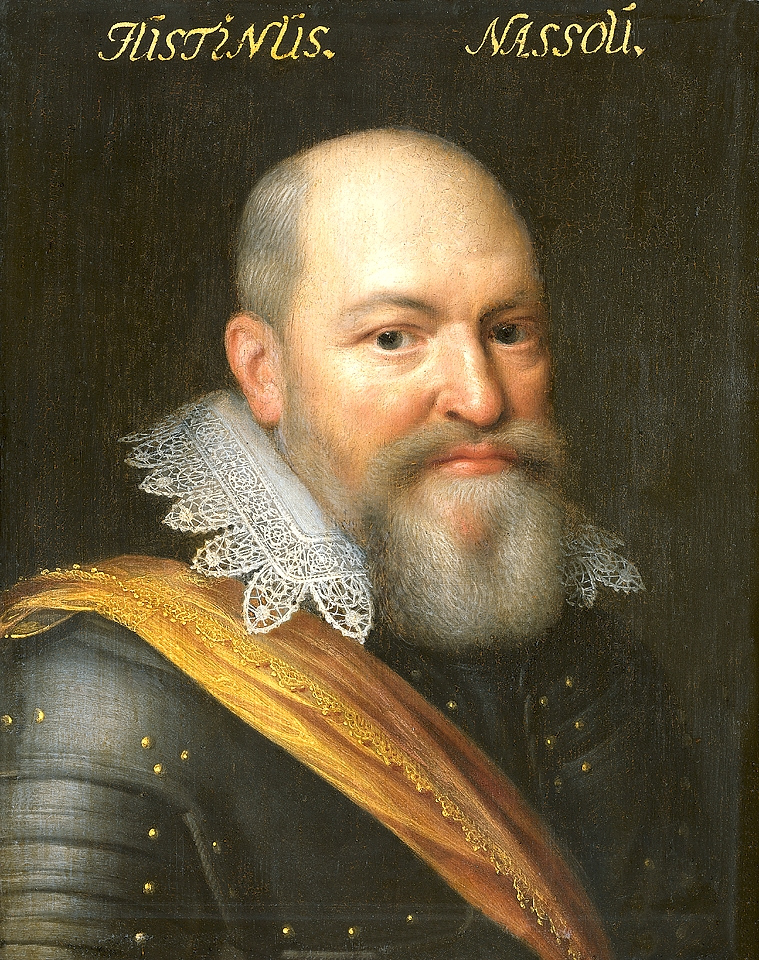
Justinus van Nassau

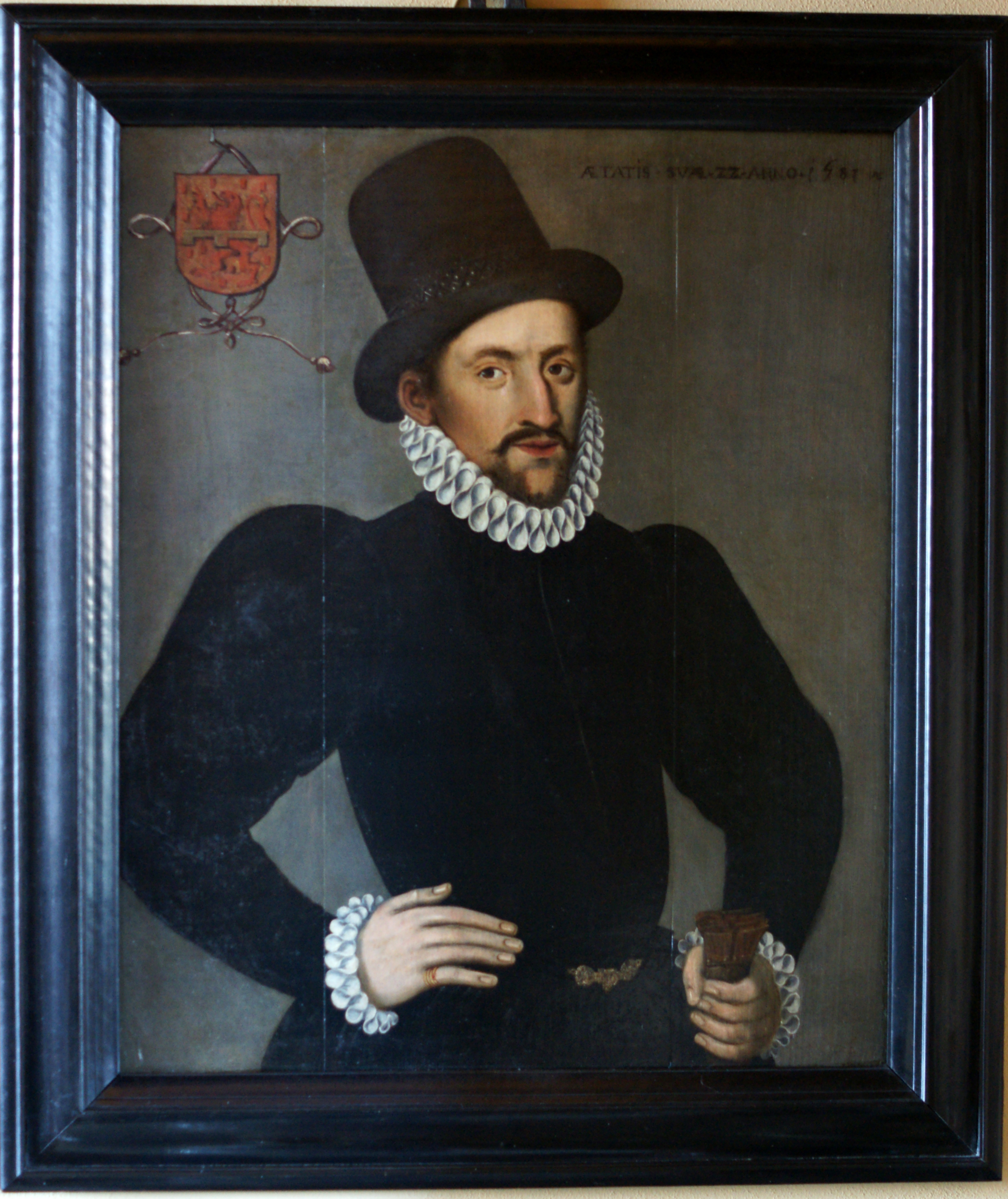
Justinus van Nassau op 22-jarige leeftijd Frans Pourbus II (1569-1622)

Wapen van Justinus van Nassau
Luitenant Admiraal van Zeeland

Justinus van Nassau (Leiden, 1559 – Leiden, 26 juni 1631) was een buitenechtelijke zoon van Willem van Oranje. Tijdens de Tachtigjarige Oorlog was hij officier en vervulde hij diplomatieke opdrachten. Van 1601 tot 1625 was hij gouverneur van Breda.

## Afkomst
Voor zover bekend was Justinus het enige buitenechtelijke kind van Willem van Oranje. Zijn moeder was Willems vriendin Eva Elincx, mogelijk dochter van Zebrecht Elincx, waard in Het Kleine Hert te Breda en in 1555 gezworene van de rederijkerskamer van den Vroechdendael, wiens tante Yde Peters Elinck reeds drie dochters had uit een relatie met Johan van Nassau (1450-1512, een natuurlijke zoon van Jan IV van Nassau), die alle drie non waren geworden. Willem heeft Justinus officieel erkend en opgevoed.

## Loopbaan
Justinus vatte in 1576 studies aan te Leiden en werd op 17 mei 1583 luitenant-kolonel in staatse dienst. Op 28 februari 1585 werd hij luitenant-admiraal van Zeeland. Hij vocht tegen de Spaanse Armada en veroverde twee galjoenen. In 1595-1596 was hij militair actief in Frankrijk. Van 1601 tot 1625 was hij gouverneur van Breda, waar hij namens zijn halfbroers Filips Willem, Maurits en Frederik Hendrik de heerlijke rechten over de heerlijkheid en de baronie van Breda uitoefende. In 1625 gaf Breda zich over aan Spinola na twee jaar van beleg, waarna Justinus naar Leiden vertrok. Daar stierf hij in 1631.

## Huwelijk en kinderen
Op 4 december 1597 trad hij in het huwelijk met Anna van Mérode-Pietersheim (Lanaken, 9 januari 1565 - Leiden, 8 oktober 1634). Beiden liggen begraven in de Hooglandse Kerk te Leiden. Zij was een dochter van Johan IX van Merode (1535 - 1601) en Margaretha van Pallant. Uit dit huwelijk zijn drie kinderen geboren:
- Willem Maurits van Nassau (Breda, 1 juni 1603 - Leiden, 22 november 1638), jonker van Nassau, heer van Grimhuizen, ritmeester in staatse dienst.
- Louise Henriëtte van Nassau (1604 - tussen 17 mei 1637 en 6 oktober 1645). Zij trouwde op 27 februari 1632 met Henri Philip Herbert luitenant-kolonel in staatse dienst (? - 1644) weduwnaar van Jeanne gravin van Hornes. Uit dit huwelijk werd geboren:
  - Philips Henry Herbert (1634-1657)
- Philips van Nassau jonker van Nassau, heer van Grimhuizen, Hoekelom en Wijchen (1605 - tussen 1672 en 1676). Philips trouwde in Leiden in 1630[3] met Anna Margaretha van Cortenbach barones van Cortenbach, vrouwe van Vaesthartelt (? - 1662) de dochter van Willem van Cortenbach en Margaretha van der Lippe vrouwe van Vaesthartelt. Uit het huwelijk van Philips en Anna werden geboren:
  - Philips van Nassau (jong overleden)
  - Anna Margaretha van Nassau-Wychen vrouwe van Wychen, Vaesthartelt en Grimhuizen (? - 12 maart 1676) trouwde (1) op 9 december 1659 met haar neef Diederik Schenk van Nydeggen heer van Blijenbeek, Afferden en Grubbenvorst (? - 5 augustus 1661) de zoon van Christoffel, Baron Schenck van Nyddeggen en Adelheid Hoen van der Lippe. 
In 1668 trouwde ze (2) met Johan Gerard van Oostrum heer van 1656 tot 1689 van Moersbergen, Cattenbroek en Zeist kolonel in staatse dienst, overleden op 24 november 1696. Hij was de zoon van Johan van Oostrum heer van Gervershof en Maersbergen en van 1645 tot 1656 heer van Moersbergen en Catharina Maria van de Wael erfdochter van Moersbergen. Uit dit huwelijk werden geboren:
    - Catharina Maria van Oostrum van 1698 tot 1707 vrouwe van Moersbergen. Zij trouwde met een baron van Aeck
    - Johanna Philippina van Oostrum. Zij trouwde te Utrecht op 12 juli 1710 met Arnold Balthazar baron van Rijckel (? - 17 oktober 1728) zoon van Johan Georg baron van Rijckel en Maria Elisabeth van Bylandt.

- Biografisch Portaal: 12898730
- Digitale Bibliotheek voor de Nederlandse Letteren: nass005
- Gemeinsame Normdatei: 138875782
- International Standard Name Identifier: 0000 0000 7094 6740
- Library of Congress Control Number: no2018014268
- Nederlandse Thesaurus van Auteursnamen: 070062250
- Virtual International Authority File: 95491869
- WorldCat: E39PBJwtkcwWDQCWkxDQhm3mh3